# 리바이어던

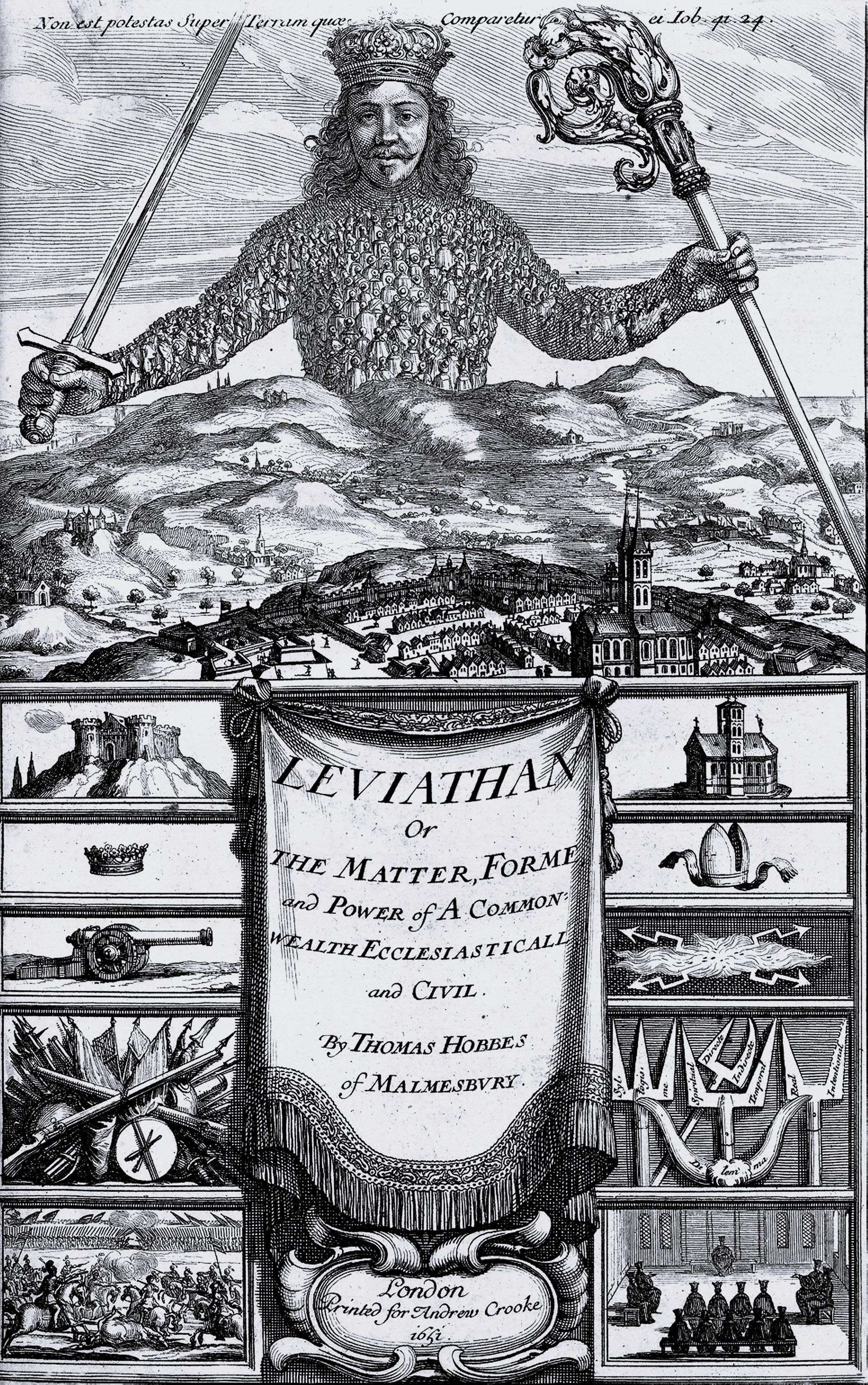
리바이어던의 표지

《리바이어던》(Leviathan)은 영국의 철학자 토마스 홉스가 1651년 출간한 책으로, 원제는 《리바이어던, 즉 교회 및 세속적 공동체의 질료와 형상 및 권력》(Leviathan, or The Matter, Forme and Power of a Common-Wealth Ecclesiastical and Civil)이다.

## 표지 이야기
리바이어던의 표지에는 인간이 뭉쳐서 만들어낸 거대한 인간형의 존재가 산 너머에서 도시를 굽어보는 모습이 그려져 있다. 이는 홉스가 국가를 “인조인간”, 즉 인간이 만들어낸 거대한 인간적인 존재로 기술한 것을 형상한 것이다. 그에 비해 리바이어던이 들고 있는 왕홀과 검 및 그 머리는 하나의 부분으로 이루어져 있는데 이는 정체, 즉 리바이어던이 인민이 뭉쳐서 만들어진 것만이 아니라 단순한 인민의 집합체와는 구분되는 독자적 성질을 갖고 있으며, 왕홀과 검으로 상징되는 공권력과 머리로 상징되는 정치적 지도를 인민이 따라야 한다는 것을 상징한다.
"그림 상반부에 한 인물의 큰 화상(畵像)이 그려져 있는데, 그 사람은 머리에 왕관을 쓰고 손에는 힘의 상징을 들었다. 그는 얼핏 보기에는 쇠사슬 갑옷을 입은 것같이 보인다. 그러나 자세히 살펴보면 그는 수없이 많은 사람들의 머리며 어깨들로 구성되어 있다. 이 그림이 의미하는 바는 명백하다. 즉 그것은 통치의 대권이 무수한 작은 사람들의 자연적 권리를 통치자에게 위임함으로써 형성된다는 것을 의미한다. 사람들은 자신의 자연적 권리를 군주에게 바칠 때에 공민(公民)이 된다. 그 군주, 즉 '리바이어던'이 손에 들고 있는 힘의 상징은 칼과 십자장(十字杖)이다. 홉스가 그것으로써 의미하고자 한 것은, 군주가 속세의 일뿐만 아니라 종교에 관해서도 전권을 장악하고 있다는 것, 다시 말하면 종교도 본래 정권이 마땅히 전적으로 통제해야 할 여러 영역 가운데의 하나라는 것이다. 칼과 십자장 밑에는 또 다른 상징들이 쌍을 지어 깊은 뜻을 암시하는 듯 나열되어 있다. 그리고 그것들이 쌍을 짓고 있는 것은 군주의 대권이 미치는 두 영역을 뚜렷이 나타내기 위해서이다. 이 상징들의 내용을 살펴보면, 성(城)과 교회, 왕관과 사교관(司敎冠), 대포와 파문(破門)의 빗장, 전쟁 때 소용되는 갑옷과 변증법의 문서(文書), 그리고 무술 경기와 이교도의 재판 등이다. 홉스는 군주가 모든 인간사에 관하여 절대 권한을 갖기를 원했다. 그러나 종교적 분쟁으로 말미암은 혼란을 주목한 그는, 특히 종교의 교리와 교회 제도에 대한 군주의 통제를 강조하였다. <리바이어던>의 반은 가톨릭교회의 세속적 권리 주장과 프로테스탄트 신학자들의 정치에 관련한 외람됨을 공박하기 위하여 씌어졌다."

## 소개
토마스 홉스(Thomas Hobbes)의 저서로 1651년 작품이다. 정식 제목은 《리바이어던, 혹은 교회 및 세속적 공동체의 질료와 형상 및 권력》(Leviathan, or The Matter, Forme and Power of a Common-Wealth Ecclesiastical and Civil)이다. 책명 '리바이어던'은 구약성서 욥기 41장에 나오는 바다의 괴물인 레비아탄으로서, 인간의 힘을 넘는 매우 강한 동물을 뜻한다. 홉스는 국가라는 거대한 창조물을 이 동물에 비유한 것이다.성립 과정에 대하여 여러 가지의 억측이 있으나 사실 홉스는 영국에 그때까지 주권의 소재가 명확치 않았던 사실이 내란 혁명의 최대원인이라고 확신하고, 인간 분석을 통해 주권의 필요성을 논하고, 절대주권을 확립함으로써 인민의 안전과 평화를 달성할 것을 원하여 이 책을 저술한 것이다.
이 책은 4부로 되어 있다. 국가는 자연인보다 강한 인공적 인간이다. 그러므로 주권은 전체로 생명과 운동을 주는 인공의 혼이고, 위정자들과 그외의 사법행정에 종사하는 관리들은 인공의 관절이고, 상벌은 신경이며, 개개인의 부와 재산은 힘이며, 인민의 안전은 그 업무이고, 고문관은 기억이며, 공평과 법은 인공의 이성과 의지이며, 화합은 건강, 소요는 병, 내란은 죽음이다. 이처럼 홉스는 국가를 인간에 비유하고 있다. 인공적 인간의 본성을 설명하기 위해서 제 1부는 그 소재이자 창조자이기도 한 인간이란 어떠한 것인가.
제2부는 어떻게 해서 또 어떤 계약에 의해서 국가가 만들어지는가. 주권자의 각종 권리 및 정당한 권력 혹은 권위란 무엇인가. 제3부로 그리스도교적 국가란 무엇인가. 제4부 암묵의 왕국이란 무엇인가 등을 각각에 걸쳐 고찰하고 있다. 이 책의 핵심내용은 제3부와 제4부에 서술되어 있는데, 로마 가톨릭교회로부터의 국가의 독립을 강조하였고, 신앙은 단지 내면적인 문제이고 국가는 이것을 구속할 수 없다고 주장했다. 로마 가톨릭교회가 지상의 국가에 대해서 총지배권을 가지고 있는 것은 성경의 잘못된 해석에 의한 것이라고 로마 가톨릭교회를 통렬히 비난하고 있다.

## 가톨릭 사상 비판
홉스는 가톨릭 교회야말로 지구상의 모든 불화와 혼란, 분쟁과 내란의 주범이라고 생각했다. 홉스는 《리바이어던》책에서 베드로 수임권과 교황무오설, 교황입법권 등을 비판했다. 홉스는 교회의 초석인 신앙의 근본 조항 위에 교회를 세우겠다는 것으로 베드로 수임권과는 아무 상관이 없다고 주장했다. 또 예수 그리스도가 베드로에게 주겠다고 한 '하늘나라의 열쇠'역시 홉스에 의하면 베드로뿐만 아니라 모든 사도들에게 함께 준 것이며 베드로에게 준 것은 또한 동시에 그리스도교도로서 정치적 통치권자들인 최고의 목자들에게도 준 것이다.
교황무오류설 역시 성경에 전혀 없는 내용으로 성경 무오류설이 전제 된다면 교황 무오류설은 말이 되지 않는다고 비판했다.
또 교황은 모든 법을 만들 수 있고 그 법을 지키지 않는 자를 벌할 수 있다는 교황입법권에 대해 홉스는 정치적 통치권자만이 최고의 입법권과 동시에 사법권을 보유한다고 주장했다. 따라서 교황이 사람들에게 정치적 통치권자에게 불복종하라고 가르치는 것은 성서에서 구세주와 사도들에 의해 전달된 여러 법규에 어긋나는 교리라고 주장했다.
또 교황의 보편적 권력을 옹호한 예수회의 로베르토 벨라르미노 추기경의 논의를 성경에 근거하여 하나하나 논박하면서 다음과 같이 결론짓고 있다.
"우리 구주는 교회지도자들에게 강제력을 넘겨준 일이 없다. 우리 구주가 그들에게 넘겨준 권력은 그리스도의 나라를 선포하고, 사람들이 그 나라에 복종하도록 설득하고, 하나님 나라에 들어가기 위해 어떻게 해야 하는지를 교시와 충고로써 가르치는 권력일 뿐이다. 그러므로 열두 사도와 기타 복음전도자들은 교사들이지 사령관이 아니며, 그들의 가르침은 법이 아니라 유익한 충고일 뿐이다."
즉 교황의 권력은 결코 수장적 권력도 아니고 지배자적 권력도 아닌 기껏해야 교사적 권력일 뿐이라는 것이다.따라서 백성들이 그에 복종해야 할 어떠한 의무도 없다고 주장하고, 성직자들은 마귀나 사탄, 지옥이나 연옥으로 무지한 신도들을 위협하고 기적과 전설로 마술을 부려 젊은이들의 이성을 마비시키고 있으며 십일세를 비롯한 각종 헌금으로 배를 불리고 있다는 것이다.

## 목차
서설
제1부 인간에 관하여
- 제1장 감각에 관하여
- 제2장 상상력(imagination)에 관하여
- 제3장 상상의 연속 또는 계열에 관하여
- 제4장 언어(speech)에 관하여
- 제5장 추론(reason) 및 학문(science)에 관하여
- 제6장 보통 정념(passions)이라고 부르는 의지적 운동의 내적 발단과 그것을 표현하는 언어에 관하여
- 제7장 담론의 결말 또는 해결에 관하여
- 제8장 일반적으로 지적(.Intellectual)이라고 부르는 덕들과 그 반대의 결점에 관하여
- 제9장 지식의 여러 가지 주제들에 관하여
- 제10장 힘, 가치, 존엄, 자격(worthiness)에 관하여
- 제11장 행동 양식(manners)의 차이에 관하여
- 제12장 종교에 관하여
- 제13장 인간의 자연 상태, 그 지복과 비참에 관하여
- 제14장 제1, 제2 자연법과 계약에 관하여
- 제15장 여타 자연법에 관하여
- 제16장 인격(persons), 본인(authors) 그리고 인격화된 사물에 관하여

제2부 국가공동체(commonwealth)에 관하여
- 제17장 국가의 기원, 발생, 정의(definition)에 관하여
- 제18장 설립된 주권자(Sovereign)의 권리에 관하여
- 제19장 설립된 국가의 종류와 주권의 계승에 관하여
- 제20장 가부장적 지배와 전제적 지배에 관하여
- 제21장 국민의 자유에 관하여
- 제22장 국민의 정치적 및 사적 단체들(systems)에 관하여
- 제23장 주권의 공적 대행자에 관하여
- 제24장 국가의 영양섭취와 생식작용에 관하여
- 제25장 조언(counsel)에 관하여
- 제26장 시민법에 관하여
- 제27장 범죄, 면죄, 죄의 경감에 관하여
- 제28장 처벌과 보수에 관하여
- 제29장 국가를 약화시키거나 해체시키는 것들에 관하여
- 제30장 주권 대표자의 직무에 관하여
- 제31장 하나님의 자연 왕국

제3부 기독교적 국가에 관하여
- 제32장 기독교적 정치 원리에 관하여
- 제33장 『성서』 제 편의 수, 해당 시대, 의도, 권위 및 그 해석자들에 관하여
- 제34장 『성서』에 있어서 영(spirit), 천사(angel) 및 영감(inspiration)의 의미
- 제35장 『성서』에 있어서 하나님의 왕국, 성스러움(holy), 신성함(sacred), 성체(Sacrament)의 의미에 관하여
- 제36장 하나님의 말씀과 예언자들에 관하여
- 제37장 기적과 그 효용에 관하여
- 제38장 『성서』에 있어서 영생, 지옥, 구원, 내림할 세계, 속죄의 의미
- 제39장 『성서』에 있어서 교회(Church)라는 말의 의미
- 제40장 아브라함, 모세, 사사들, 유태의 왕들에 있어서 하나님 왕국의 제 권리
- 제41장 거룩한 우리 구세주의 직분에 관하여
- 제42장 교회의 권력에 관하여
- 제43장 사람이 천국에 들어갈 수 있는 필요조건에 관하여

제4부 암흑의 왕국에 관하여
- 제44장 『성서』의 틀린 해석에서 결과한 영적 암흑에 관하여
- 제45장 귀신학(demonology)과 이방 종교에서 비롯된 유물들에 관하여
- 제46장 공허한 철학과 허구의 전설에서 유래한 암흑에 관하여
- 제47장 이러한 암흑에서 발생하는 이익과 이 이익이 누구에게 돌아가는가에 관해

회고와 결론

## 같이 보기
- 레비아탄